# Alaattin Tosun
Alaattin Tosun (* 10. November 1983 in Akçaabat) ist ein deutsch-türkischer ehemaliger Fußballspieler.

## Karriere
Alaattin Tosun kam 1983 in der Hafenstadt Akçaabat an der Schwarzmeerküste zur Welt und zog bereits in Kindesalter mit seinen Eltern nach Deutschland. Hier begann er mit dem Vereinsfußball in der Jugend vom Wuppertaler SV. Hier war er bis zum Sommer 1995 aktiv und wechselte dann in die Jugend vom 1. FC Köln. Zur Saison 2004/05 wurde er dann in den Kader des 1. FC Köln II aufgenommen und spielte fortan zwei Spielzeiten lang als Stammspieler.
Im Sommer 2006 wechselte er in die Türkei zum TFF-2.Lig-Klub Eyüpspor. Hier konnte er sich auf Anhieb in der Mannschaft etablieren und spielte zwei Saisons durchgängig. Anschließend ging er zum Zweitligisten Orduspor und war hier zwei Jahre aktiv. 
Zur Saison 2010/11 wechselte er wieder in die TFF 2. Lig zu Şanlıurfaspor. Bereits eine Spielzeit später verließ er Şanlıurfaspor Richtung Elazığspor, der in die zweite Liga aufgestiegen war. Hier kam er von Anfang an zu regelmäßigen Einsätzen. Am vorletzten Spieltag schaffte man den sicheren Aufstieg in die Süper Lig.
Im Sommer 2012 wechselte er zum türkischen Zweitligisten Kayseri Erciyesspor. Mit Kayseri Erciyesspor erreichte er zum Saisonende die Meisterschaft der TFF 1. Lig und damit den direkten Aufstieg in die Süper Lig. Da sein auslaufender Vertrag nicht verlängert wurde, heuerte er für die kommende Saison beim Zweitligisten Istanbul Büyükşehir Belediyespor an.
Zur Saison 2014/15 wechselte Tosun zum Zweitligisten Adana Demirspor. In der nächsten Winterpause zog er zum Ligarivalen Giresunspor weiter und in der Sommertransferperiode zum Drittligisten Niğde Belediyespor. Seine letzten beiden Profijahre spielte er beim Viertligisten Yomraspor.

## Erfolge
Elazığspor
- Vizemeister der TFF 1. Lig und Aufstieg in die Süper Lig: 2011/12

Kayseri Erciyesspor
- Meister der TFF 1. Lig und Aufstieg in die Süper Lig: 2012/13

Büyükşehir Belediyespor
- Meister der TFF 1. Lig und Aufstieg in die Süper Lig: 2013/14